# 佩罗拉
佩罗拉是巴西巴拉那州的一个市镇。总面积240.635平方公里，总人口9637人，人口密度40人/平方公里。